# Droits LGBT dans les îles Pitcairn
Les personnes lesbiennes, gays, bisexuelles et transgenres (LGBT) du territoire britannique d'outre-mer des îles Pitcairn (le seul du Pacifique, peuplé de quelques dizaines d'habitants), disposent de droits proches des autres personnes. Les relations sexuelles entre personnes de même sexe sont légales, la discrimination fondée sur l’orientation sexuelle est constitutionnellement interdite et le mariage entre personnes de même sexe est légal depuis le 14 mai 2015.

## Légalité des relations sexuelles entre personnes de même sexe
Les lois des îles de 1893, le plus ancien ensemble de lois codifiées, ne mentionnaient pas l’homosexualité. L'île Pitcairn a été désignée comme faisant partie des territoires britanniques du Pacifique occidental en 1898. Les lois de 1904, rédigées par RT Simons, criminalisaient le fait pour « des personnes non mariées de l'un ou l'autre sexe » de « se rassembler de manière à provoquer un scandale ou à mettre en danger la moralité des plus jeunes membres de la communauté ».
Une ordonnance de 1961 a étendu le droit anglais aux îles. Par conséquent, l’activité homosexuelle était dès lors expressément illégale à Pitcairn jusqu’à l’adoption de la loi britannique sur les délits sexuels de 1967.

## Reconnaissance des partenariats entre personnes de même sexe
Le mariage homosexuel est devenu légal dans les îles Pitcairn le 14 mai 2015 ; cependant, aucun des quelque 50 insulaires de Pitcairn résidant actuellement sur le territoire n'est connu pour être dans une relation homosexuelle,. Une ordonnance visant à légaliser ces mariages a été approuvée à l'unanimité par le Conseil de l'île le 1er avril 2015 et signée par le gouverneur Jonathan Sinclair le 5 mai. Elle a été publiée le 13 mai 2015,,. La loi, connue sous le nom d'ordonnance de 2015 sur le mariage et les partenariats civils entre personnes de même sexe, prévoit également la reconnaissance d'un partenariat civil enregistré conclu en dehors de Pitcairn. La décision de légaliser le mariage entre personnes de même sexe a été largement relayée par les médias internationaux. Le vice-gouverneur Kevin Lynch a déclaré que le changement avait été suggéré par les autorités britanniques. Un résident local a déclaré que la loi « n'était même pas un sujet de discussion majeur jusqu'à ce que le monde extérieur commence à se renseigner sur cette actualité ».

## Protections contre la discrimination
L'ordonnance constitutionnelle de 2010 des îles Pitcairn interdit la discrimination fondée sur l'orientation sexuelle, entre autres catégories.
Le terme « identité de genre » n’est mentionné que deux fois dans les lois de Pitcairn. Premièrement, l'ordonnance sur le mariage prévoit que « le mariage signifie l'union de deux personnes sans distinction de sexe, d'orientation sexuelle ou d'identité de genre ». Deuxièmement, l’ordonnance sur la détermination des peines exige que les tribunaux prennent en compte certains facteurs individuels lorsqu’ils jugent un contrevenant, notamment si l’infraction a été commise sur la base de l’identité de genre de la victime. L'orientation sexuelle est également mentionnée.

## Adoption et parentalité
La loi de 2015 sur le mariage homosexuel comprend une disposition prévoyant que les couples homosexuels peuvent être parents d’un enfant. L'ordonnance sur l'adoption des nourrissons prévoit que les couples mariés, les couples non mariés et les personnes célibataires peuvent demander conjointement l'adoption d'enfants.
Selon un rapport du gouvernement britannique de 2006, il y a eu 9 adoptions aux îles Pitcairn depuis 1954, la dernière en date remontant à 1979.

## Service militaire
Les personnes LGBT peuvent légalement servir dans les forces armées britanniques, car la défense des îles relève de la responsabilité du Royaume-Uni.